# Изборовье
Изборовье — деревня в Новосельском сельском поселении Сланцевского района Ленинградской области.

## История
На карте Санкт-Петербургской губернии Ф. Ф. Шуберта 1834 года, упоминается как две смежные деревни Изборовье.

ИЗБОРОВЬЕ 1-Е — деревня принадлежит ведомству Павловского городового правления, число жителей по ревизии: 43 м. п., 47 ж. п. 
 
ИЗБОРОВЬЕ 2-Е — деревня принадлежит ведомству Павловского городового правления, число жителей по ревизии: 26 м. п., 30 ж. п. (1838 год)

ИЗБОРОВЬЕ 1-Е — деревня Павловского городового правления, по просёлочной дороге, число дворов — 8, число душ — 26. 

ИЗБОРОВЬЕ 1-Е — деревня Павловского городового правления, по просёлочной дороге, число дворов — 12, число душ — 46.(1856 год)

ИЗБОРОВЬЕ 1-Е — деревня Павловского городового правления при озере Долгом, число дворов — 12, число жителей: 48 м. п., 51 ж. п.;
 
ИЗБОРОВЬЕ 2-Е — деревня Павловского городового правления при озере Долгом, число дворов — 9, число жителей: 28 м. п., 29 ж. п.; (1862 год)

В XIX — начале XX века деревня административно относилась к Константиновской волости 1-го стана Гдовского уезда Санкт-Петербургской губернии.
В феврале 1917 года деревня входила в состав Константиновской волости Гдовского уезда
С марта 1917 по январь 1927 года, в состав Заяцковского сельсовета Доложской волости.
- Деревня Изборовье на карте 1919 года

Согласно карте Петроградской и Эстляндской губерний 1919 года деревня называлась Изборье и состояла из двух частей.
С февраля по июль 1927 года, деревня находилась в составе Выскатской волости.
С августа 1927 по октябрь 1928 года, в составе Заяцковского сельсовета Рудненского района. В 1928 году население деревни составляло 262 человека.
С ноября 1928 года, в составе Заручьёвского сельсовета.
С июля 1930 года, в составе Столбовского сельсовета.
До данным 1933 года деревня Изборовье входила в состав Столбовского сельсовета Рудненского района Ленинградской области. С 1 августа 1933 года — в составе Заручьёвского сельсовета Осьминского района.
С 1 августа 1941 года по 31 января 1944 года, германская оккупация.
С 1961 года, в составе Сланцевского района.
С 1963 года, в составе Кингисеппского района.
По состоянию на 1 августа 1965 года деревня Изборовье входила в состав Заручьевского сельсовета Кингисеппского района. С ноября 1965 года, вновь в составе Сланцевского района. В 1965 году население деревни составляло 69 человек.
По данным 1973 года деревня Изборовье входила в состав Заручьевского сельсовета Сланцевского района.
По данным 1990 года деревня Изборовье входила в состав Новосельского сельсовета.
В 1997 году в деревне Изборовье Новосельской волости проживали 27 человек, в 2002 году — 37 человек (русские — 97 %).
В 2007 году в деревне Изборовье Новосельского СП проживали 16 человек, в 2010 году — 25 человек.

## География
Деревня расположена в юго-восточной части района на автодороге 41К-795 (Заяцково — Жилино).
Расстояние до административного центра поселения — 16 км.
Расстояние до ближайшей железнодорожной платформы Сланцы — 56 км.
Деревня находится на южном берегу озера Долгое. Вдоль противоположного берега озера проходит автодорога 41К-163.

## Демография
| 1862 | 2007 | 2010 | 2017 |
| ---- | ---- | ---- | ---- |
| 156  | ↘16  | ↗25  | ↗32  |